# Quatre Filles et un jean

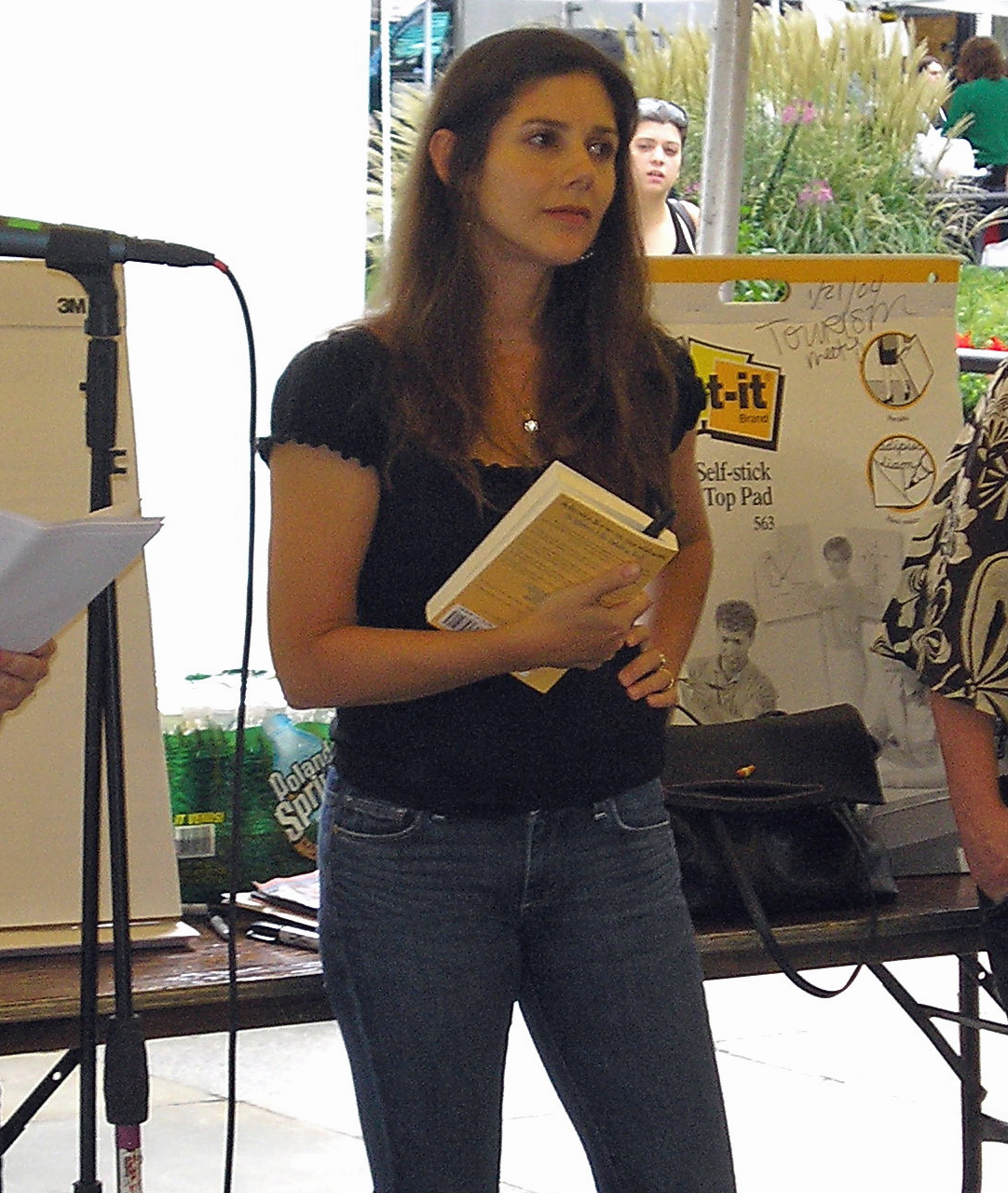
Ann Brashares

Pour les articles homonymes, voir Quatre Filles et un jean (homonymie).
Quatre Filles et un jean (The Sisterhood of the Traveling Pants) est une série de livres écrite par Ann Brashares et qui met en scène quatre adolescentes accompagnées d'un jean supposément magique qui va les suivre pendant leurs vacances d'été.

## L'histoire
Quatre jeunes filles (Lena, Carmen, Tibby et Bridget), vivant dans la petite ville de Bethesda, aux États-Unis, sont amies depuis toujours : lorsque leurs mères étaient enceintes, elles fréquentaient le même club de danse aérobique pour femmes enceintes. Elles se connaissent depuis toujours, elles sont presque sœurs et sont toutes nées le même mois. Pour la première fois, elles vont passer l'été séparée chacune les unes des autres. Une dure épreuve pour chacune, car elles sont toutes dispersées dans des écoles différentes, l'été était donc le moyen de se retrouver.
La veille de la grande séparation, Tibby ressort du placard de Carmen un jean qu'elle avait acheté dans une petite boutique d'occasion. Elle la supplie de lui donner, comme consolation. Carmen accepte, mais demande à chacune de l'essayer. Et le miracle apparaît : chacune des filles, aussi différentes soient-elles, rentre dans le jean, qui leur va à ravir.
Chaque fille l'aura une semaine, et l'enverra à la prochaine, et ainsi de suite. À la fin de l'été, elles se retrouveraient et inscriraient leurs meilleurs souvenirs sur le jean…

## Les personnages

### Lena
Lena, surnommée parfois aussi Lenny. Elle est brune, d'une beauté éblouissante (qui ravira bientôt Kostos), mais elle est terriblement timide. Elle a une petite sœur, Effie, d'une franchise remarquable avec qui elle n'a que deux ans d'écart, et deux parents sans histoire. Lena est d'ascendance grecque. C'est d'ailleurs en voyageant dans son pays d'origine qu'elle va découvrir l'amour en développant des sentiments pour Kostos. Très effacée dans les premiers tomes, elle affirme peu à peu sa personnalité.  

### Carmen
Carmen, alias Carma ou Carmabella ou encore Carmaniaque, a des cheveux bruns, un tempérament impulsif et est très colérique. Ses parents (Christina et Albert) sont divorcés et elle vit chez sa mère. Elle est fille unique et se sent rapidement seule sans ses amies. L'été du premier tome, elle doit partir voir son père en Caroline du Sud, où elle rencontre la seconde femme de ce dernier, Lydia, ainsi que ses enfants, Krista et Paul. Carmen est très complexée par ses formes et va jusque se priver de manger pour ne pas prendre de poids.
Plus tard, la naissance d’un petit frère et la rencontre avec un certain Win vont bouleverser sa vie.

### Tibby
Tibby (de son vrai nom Tabitha, qu'elle déteste), la grande rebelle, parfois surnommée Tib ou Tibou ou juste Tibby, cheveu brun et bleu, porte un anneau au nez, innombrables tâches de rousseur,a un petit frère (Nicky), une petite sœur (Katherine) et deux parents assez peu préoccupés de l'éducation de leur fille. Elle est passionnée de cinéma. Elle va découvrir son "âme sœur" en la personne de Brian McBrian, un jeune homme qu'elle rencontrera au cours du premier été. Elle sera également bouleversée par sa rencontre avec Bailey, 12 ans, atteinte de leucémie. Celle-ci décède de sa maladie à la fin du premier été et laisse un souvenir inoubliable dans le cœur de Tibby. Mimi, le cochon d'inde de Tibby, décède aussi, ce qui accentue sa mélancolie.

### Bridget
Bridget surnommée Bee, est une grande blonde flamboyante, mince et sportive, impulsive et obstinée. Elle a du mal à maîtriser ses pulsions. Elle a perdu sa mère et vit donc seule avec son père et son frère jumeau Perry. Passionnée de football, elle rencontrera l'amour en la personne d'Eric, inaccessible et très séduisant coach dans un camp sportif où Bee passe son premier été (et son troisième été en tant qu’animatrice cette fois, elle reverra Éric, ce qui va tout chambouler pour elle et pour lui…)

## Les tomes
Quatre Filles et un jean est une série composée pour le moment, en France, de cinq tomes :
1. Quatre Filles et un jean, Gallimard Jeunesse, 2002 ((en) The Sisterhood of the Traveling Pants, Delacorte Books, 2001), trad. Vanessa Rubio
2. Le Deuxième Été, Gallimard Jeunesse, 2003 ((en) The Second Summer of the Sisterhood, Delacorte Books, 2003), trad. Vanessa Rubio
3. Le Troisième Été, Gallimard Jeunesse, 2005 ((en) Girls in Pants: The Third Summer of the Sisterhood, Delacorte Books, 2005), trad. Vanessa Rubio
4. Le Dernier Été, Gallimard Jeunesse, 2007 ((en) Forever in Blue: The Fourth Summer of the Sisterhood, Delacorte Books, 2007), trad. Vanessa Rubio
5. Pour toujours, Gallimard Jeunesse, 2012 ((en) Sisterhood Everlasting, Delacorte Books, 2012), trad. Vanessa Rubio

### 1. Quatre Filles et un jean
Au cours de ce premier été, chacune des filles va vivre une histoire, séparément de ses amies. Carmen, Lena, Bridget et Tibby se réunissent chez Gilda, un ancien club d'aérobic pour femmes enceintes où leurs mères se sont connues avant leurs naissances, à la veille de leur séparation estivale. Elles écrivent un pacte, promettant de veiller sur elles et sur le jean. Carmen s'en va en Caroline du Sud, chez son père. Bee, elle, s'en va faire un stage de foot à Bahia California, une ville de la côte mexicaine. Lena part deux mois en Grèce chez ses grands-parents, sur l'île de Santorin, avec sa petite sœur Effie, où elle fera la connaissance de Kostos son petit-ami. Tibby, elle, reste à Bethesda, travaille dans un supermarché et compte bien réaliser son premier film, un documentaire au vitriol sur l'écœurante réalité du quotidien, avec l'aide d'une certaine Bailey, une petite fille de 12 ans souffrant d’une leucémie .

### 2. Le Deuxième Été
Au cours de ce deuxième été, les filles se réunissent de nouveau chez Gilda avant leur séparation. Tout d'abord, Bridget et Lena devaient chercher un petit boulot toutes les deux, mais Bee, qui traverse une crise existentielle, décide de se rendre en Alabama pour voir sa grand-mère qu'elle n'a pas vue depuis sa toute petite enfance. Lena reste donc à Bethesda et elle travaille chez Basia, une boutique de mode. Carmen reste elle aussi à Bethesda, s'occupe en faisant du baby-sitting régulièrement et en gâchant la vie de sa mère. Tibby s'en va en Virginie, faire un stage d'études cinématographiques pour les deux mois d'été. Quant à Lena, son cœur est resté en Grèce.

### 3. Le Troisième Été
Au cours de ce troisième été, les quatre filles se réunissent une fois de plus chez Gilda, après avoir dit adieu à leur lycée pour de bon, car cette fois, elles se sépareront toutes à la fin de l'été pour aller chacune dans une fac différente : Lena ira à l'école de design de Rhode Island pour réaliser son rêve, étudier l'art ; Bridget part à l'université de Brown en sport-études ; Carmen s'en va à Williams et Tibby se rend à New York pour étudier le cinéma. 
Cet été-là, Carmen reste à Bethesda, ainsi que Lena et Tibby.
Carmen va vite découvrir que tout ne tourne pas rond du côté de sa mère, et va rencontrer quelqu'un sur qui elle pourra compter.
Lena prend des cours de dessin, jusqu'au jour où son père découvre que le modèle est nu, et que sa fille doit le dessiner... Ce sera alors une véritable lutte pour Lena, pour qu'elle s'affirme enfin et se révèle au grand jour sous sa véritable personnalité.
Bee part comme monitrice dans un camp sportif, mais elle va y retrouver quelqu'un qu'elle connaît déjà très bien ...
Tibby, quant à elle, vivra une grande frayeur et se rapprochera de Brian.

### 4. Le Dernier Été
Après leur première année loin de chez elles, à l'université, Carmen, Tibby, Bee et Lena ont chacune des projets différents pour l'été : Carmen participe à un festival de théâtre. Persuadée de n'être bonne qu'à s'occuper des décors, elle est la première surprise lorsqu'elle se fait repérer pour ses talents d'actrice. Mais Julia, sa nouvelle amie, semble tout à coup bien distante.... Tibby reste au campus à New York pour suivre un séminaire d'écriture de scénarios et file le parfait amour avec Brian, jusqu'à ce que... tout se complique ; Bridget part en Turquie sur un chantier de fouilles archéologiques. Elle tombe sous le charme de Peter, trente ans, marié ; père de famille... Lena suit un atelier de dessin en compagnie d'un élève particulièrement doué et plutôt beau garçon, Léo, qui pourrait bien lui faire oublier Kostos... Ce dernier volet laisse les quatre filles au seuil de leur vie d'adulte. C'est l'heure des grandes questions et, parfois, des déceptions. Mais une chose est sûre : avec ou sans le jean, leur amitié restera éternellement dans le bleu.

### 5. Pour toujours
Tibby, Lena, Carmen et Bridget ont grandi. La vie les a éloignées. Et, au-delà de la carrière professionnelle et de leur vie amoureuse, chacune sait que quelque chose leur manque : la proximité qu'elles ont toujours connue jusqu'ici.
Un beau jour enfin, Tibby, qui vit en Australie, leur envoie des billets d'avion pour organiser des retrouvailles en Grèce ! Aucune des quatre amies ne se doute à quel point leur vie en sera bouleversée, à jamais.....

## Adaptations cinématographiques
- Quatre Filles et un jean est un film réalisé par Ken Kwapis. C'est l'adaptation du premier tome de la série. Il est sorti aux États-Unis et en France en 2005.
- Quatre Filles et un jean 2 est un film réalisé par Sanaa Hamri. C'est l'adaptation du quatrième tome de la série. Il est sorti aux États-Unis et en France en 2008.